# 迅雷先鋒4
《迅雷先鋒4》是一款由Irrational Games開發的第一人稱戰術射擊遊戲，它是《警察任务》系列的第九部作品，《迅雷先鋒》子系列的第四部作品。維旺迪遊戲于2005年4月5日發行了英文版，于8月1日发行了繁体中文版。
《迅雷先鋒4》是基于Irrational Games的Vengeance引擎构建的，该引擎由Unreal Engine 2技术提供支持。与该系列的其他游戏一样，《迅雷先鋒4》非常重视遵循正确的警察程序、最小化伤亡，并确保安全地逮捕敌人，而不是简单地杀死他们。

## 遊戲背景

### 單人遊戲
在《迅雷先鋒4》中，玩家將操控一支纽约州费尔维尤市的特種武器和戰術部隊（SWAT），處理包括執行逮捕令、解救人質、炸彈威脅及交火等情況。這是一款強調策略多於武力的戰術射擊遊戲，角色極易被擊倒。敵人可能是單獨作案者、小團體或訓練有素的恐怖分子。
遊戲核心之一是「交戰規則」(RoE)，它指引玩家何時以及如何使用武力。「特警隊本著救援宗旨」的理念貫穿全局，因此禁止無端使用致命性武力或任意暴力。違反RoE會受到懲罰，影響任務結果；例如殺害平民或同僚、未能制服非抵抗嫌疑人、不報告證物位置或未對人質和嫌疑人上手銬都屬於違規行為。
《迅雷先鋒4》推崇依循RoE的非致命性攻防方式，比如電擊棍、胡椒球發射器和防暴霰彈等用以逮捕嫌疑人。然而，在面臨危險且拒不投降的持械嫌疑人時，也提供了手槍與步枪等必要時才使用的致命性裝備。除了各式武器外，還有閃光彈、撞門錘和纖細攝像頭等重要工具可供操作。玩家亦可配給警員不同保護程度的防彈背心與頭盔。
如同前幾代遊戲，特警隊被分為兩個小組：紅隊與藍隊。玩家作為整支團隊，即白隊的指揮官。玩家能夠指揮每一個小組及其成員進行各種動作，包括在入口處排隊等待、使用裝備、保持位置或自主執行任務。雖然隊員通常會遵從玩家的命令後才採取行動，但也有例外如遭遇武裝抵抗的嫌疑人時，隊員會立刻開槍。

### 多人遊戲
除了單人任務，本遊戲還提供四種多人模式：
1. 封鎖嫌犯：積分制競賽，隊伍需透過逮捕或擊殺敵方來得分。先達指定分數或在回合結束時得分最高者勝出。
2. 要員護送：特警隊中指派一名成員作為要员，嫌疑人必須試圖逮捕並在守候兩分鐘後才能處決他。若要员被特警隊解救或被嫌疑人提前處決，則特警隊獲勝；若要員被嫌疑人處決或被特警隊誤殺，則嫌疑人獲勝。
3. 快速部署：場上有三至五個計時炸彈需要找到並拆除。如果特警隊未能在時間限制內完成任務，嫌疑人取得勝利。
4. 合作模式：支援最多十位玩家控制電腦角色參與單機任務，在資料片中可形成紅藍兩支各五人的完全獨立小組。不同於單人模式的是，雙方均無法控制對方。

## 服裝
遊戲中包含三種不同部隊的服裝風格：起初只有美國警察標準裝備，後來Irrational Games向全球代理商徵集了各國特種警察的制服設計，進而新增了法国國家憲兵干預隊及台湾霹靂小組的裝束。

## 評價
根據評論匯總網站Metacritic，《迅雷先鋒4》獲得了“普遍好評”。在NPD Techworld統計的一份電腦遊戲銷售排行榜上，該遊戲在4月17日結束的那週排名第十。整個四月份，遊戲以平均零售價48美元位居第11名。
GameSpot的Bob Colayco表示：“作為一款寫實的警察模擬遊戲，《迅雷先鋒4》絕對達到了標準。雖然有時候遊戲的幀數會掉得很厲害，還有一些令人惱火的bug和怪異現象，但大部分時候，遊戲的AI表現得相當不錯，而且遊戲設計具有很高的重玩性。”他後來批評了《迅雷先鋒4》的第一個補丁中的一個功能，該功能在更新後的場景中為現實世界的電視節目打廣告，遊戲結束後，關於玩家如何對待產品植入的資料會傳送給開發者。
IGN的Dan Adams說：“Irrational為這個知名的迅雷先鋒系列帶來的新作，成功地捕捉到了所有讓迅雷先鋒變得如此刺激的元素。” 然而，Adams對友善AI提出了批評，說：“有時候，隊員會按照指令衝進房間，足夠高效地解決所有人，而其他時候，他們會直接忽略敵人，只顧掩護房間的某個區域，結果被擊中腦袋。”
《迅雷先鋒4》成為了《電腦遊戲雜誌》2005年十大電腦遊戲榜單的候選人。

## 外部連結
- 官方網站 （页面存档备份，存于）
- SWAT 4 for Windows - MobyGames （页面存档备份，存于）